# Grand Theft Auto: Episodes from Liberty City
Grand Theft Auto: Episodes from Liberty City – kompilacja dodatków do gry Grand Theft Auto IV zawierająca Grand Theft Auto IV: The Lost and Damned i Grand Theft Auto: The Ballad of Gay Tony na jednej płycie. Wydana została na Xbox 360, PlayStation 3 oraz PC. Do uruchomienia nie jest wymagane posiadanie podstawowej wersji Grand Theft Auto IV, DLC zostało wydane na osobnych nośnikach. Gra ukazała się 29 października 2009 na konsole Xbox 360, a od 13 kwietnia 2010 roku jest również dostępna na PC oraz konsole PlayStation 3 w Stanach Zjednoczonych i 16 kwietnia w Europie.
W grze są trzy nowe stacje radiowe – Vice City FM, RamJam FM i Self-Actualization FM.

## Zawartość

### The Lost and Damned
The Lost and Damned mimo wszystko zawiera podobną rozgrywkę do Grand Theft Auto IV. Dodaje do gry nowe rodzaje broni, takie jak granatnik, pistolet automatyczny, kij do bilarda, granaty rurowe, obrzyn i automatyczną strzelbę oraz nowe pojazdy, jak na przykład specjalnie przygotowany motocykl Johnny'ego. Zmieniła się także sprawność w prowadzeniu pojazdów – gorzej się prowadzi samochody, a lepiej jednoślady. Gracz ma możliwość dzwonienia na dowolne numery członków Lost, by prosić o pomoc. Terry, na przykład, będzie przyjeżdżał do pobliskiego miejsca, w którym znajduje się Johnny, by sprzedać mu bronie i kamizelkę kuloodporną w bardziej przystępnej cenie niż w sklepie z bronią, a Clay może dostarczyć wybrany motocykl do bliskiej lokacji w jakiej znajduje się gracz. Następna nowość The Lost and Damned to wojny gangów. Gdy gracz ukończy pewną ich ilość, bronie zaczną się pojawiać albo w klubie i/lub kryjówce, w zależności od postępów w grze. Co 10 takich wojen pojawia się nowa broń.

### The Ballad of Gay Tony
The Ballad of Gay Tony wprowadza nowego bohatera, Luisa Fernando Lopeza, będącego członkiem dominikańskiego gangu ulicznego oraz ochroniarzem Anthony'ego „Gay Tony” Prince'a.